# Tiera Guinn Fletcher
Tierra Fletcher, née Guinn en 1995, à Atlanta (Géorgie), est une ingénieure américaine en aérospatial collaborant avec la National Aeronautics and Space Administration (NASA). Depuis le 22 juillet 2017, elle est mariée à Myron Fletcher, avec qui elle a deux fils.

## Biographie

### Études
Tiera Fletcher Guinn a été étudiante à Lindley Middle School et Wheeler High School, à Marietta, en Géorgie.
À l'âge de onze ans, elle participe à un programme de l'entreprise Lockheed Martin, spécialisée dans les domaines de la défense et de la sécurité, enseignant également les bases de l’ingénierie aérospatiale. En 2014, elle fait un stage au Massachusetts Institute of Technology et, en juin 2017, obtient un diplôme scientifique en génie aérospatial. Par la suite, elle encadre d'autres étudiants du MIT, ce qu'elle prévoit de poursuivre chez Boeing.
Très bonne élève, Tiera a encore du mal à croire en elle-même, se tourne vers sa foi et sa famille lorsqu'elle a besoin de soutien.

### Carrière
Jeune ingénieure en aérospatial chez le constructeur aéronautique Boeing, Tiera Guinn fait partie des personnes qui travaillent sur le Space Launch System en 2015 (programme devant à terme mener les astronautes sur Mars). Elle travaille aussi à la NASA à Huntsville, Alabama. Chez Boeing, Tiera prend en charge la section moteur des fusées. Fletcher vit à la Nouvelle-Orléans, en Louisiane, où elle travaille à l'assemblage du Space Launch System de la NASA. Elle agit également à titre de mentor auprès d'autres étudiants intéressés par des domaines STIM où les femmes sont sous-représentées.

### Distinctions
- Prix Albert G. Hill du MIT pour son excellence académique et les efforts déployés pour améliorer la qualité de vie des minorités visibles, en 2017[4].
- Good Housekeeping 's Awesome Woman Award en 2017, qui récompense les femmes qui ont un impact positif sur le monde en surmontant les contraintes sociales et en influençant le monde qui les entoure.
- Prix de l'ingénieur le plus prometteur - Industrie aux Black Engineer of the Year Awards 2019[5].